# Oro de Moscú

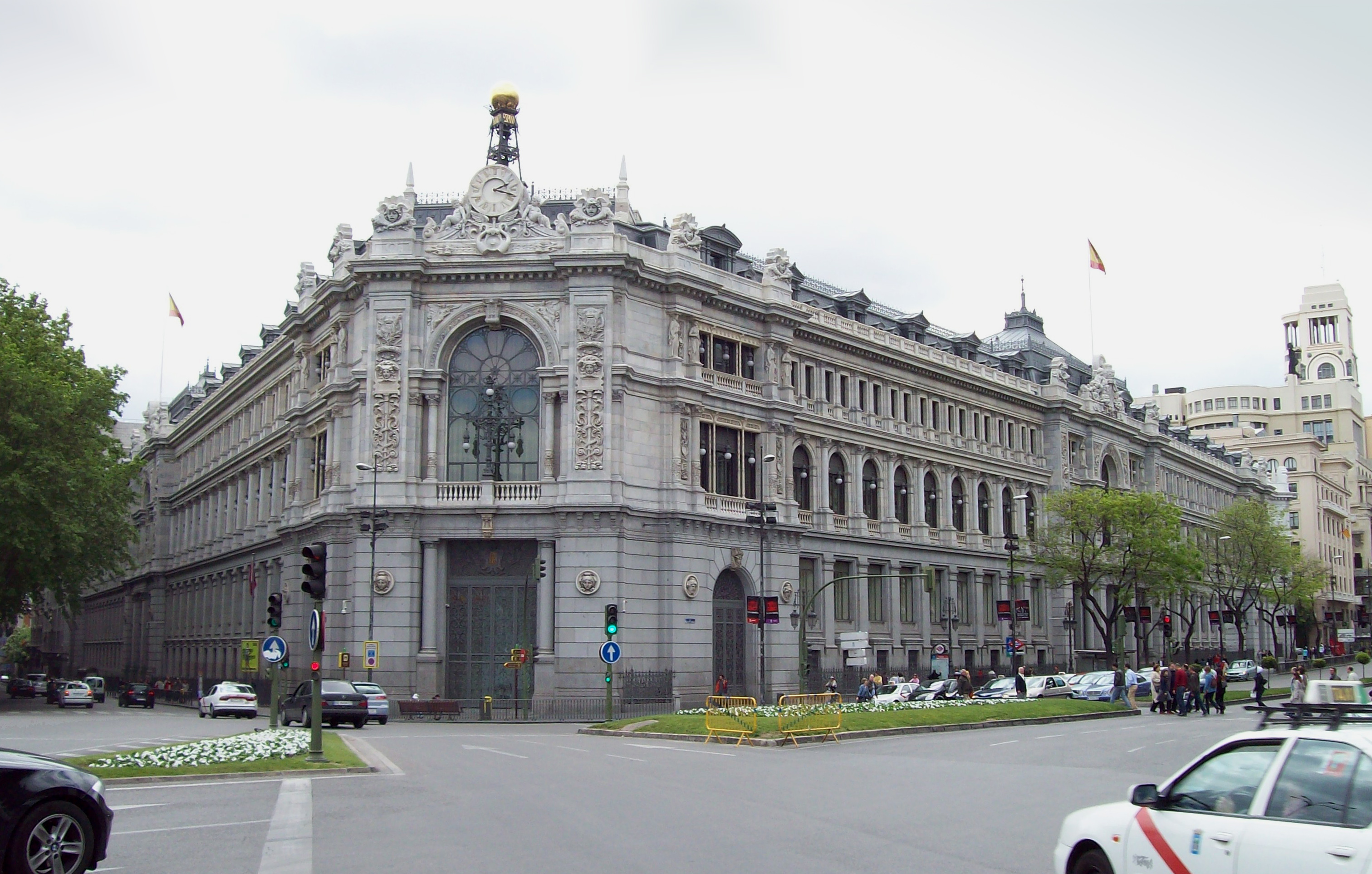
Sede del Banco de España en la calle de Alcalá de Madrid. Las reservas de oro que se custodiaban en el edificio hasta 1936 fueron enviadas a la Unión Soviética durante la guerra civil española.

El término Oro de Moscú, u Oro de la República, se refiere a la operación de traslado de 510 toneladas de oro, correspondientes al 72,6 % de las reservas de oro del Banco de España, desde su depósito en Madrid hacia la Unión Soviética, a los pocos meses del inicio de la guerra civil española, por orden del gobierno de la II República, presidido por Francisco Largo Caballero (PSOE), y a iniciativa de su ministro de Hacienda, Juan Negrín, así como a las posteriores gestiones relacionadas con su venta a la URSS y la utilización de los fondos obtenidos. La cuarta parte restante de la reserva del Banco, es decir 193 toneladas, fue trasladada a Francia y también vendida en su mayor parte, una operación que, por analogía, se conoce como el «Oro de París».
Estas monedas trasladadas a la URSS tendrían actualmente un valor mínimo bruto de 12 200 millones de euros (en términos del año 2010), por su contenido metálico, y un valor numismático que podría superar los 20 000 millones de euros.
La expresión «Oro de Moscú» ya había sido utilizada en la década de 1930 por la prensa internacional, siendo popularizada durante la guerra civil española y los primeros años del régimen franquista en referencia al episodio histórico español. Durante la Guerra Fría, también fue empleada a nivel internacional por la propaganda antisoviética y la contraria a partidos y sindicatos comunistas occidentales para descalificar las fuentes de financiación de las actividades de estos últimos, considerando que los fondos provenían en su mayoría de la URSS, por lo que se popularizó la expresión «a sueldo de Moscú».
El episodio histórico español ha sido, desde la década de 1970, tema de numerosas obras y ensayos a partir de documentos oficiales y privados, pero también objeto de debate historiográfico y fuertes controversias, especialmente en la propia España. Los desacuerdos se centran en la interpretación política de sus motivaciones, su venta a la Unión Soviética, la utilización y destino de las divisas obtenidas con la misma y sus consecuencias para el desarrollo de la contienda, así como su influencia posterior en la República en el exilio y en las relaciones diplomáticas del gobierno franquista con el soviético.
Historiadores como Ángel Viñas o Enrique Moradiellos han considerado que el envío del oro a la URSS fue la única opción viable ante el avance de los sublevados y la "no-intervención" de las democracias occidentales, que permitió la supervivencia de la República. Sin embargo, el dirigente de la CNT Francisco Olaya Morales ha considerado que fue uno de los factores más importantes de la derrota republicana, culpando directamente de la misma a Juan Negrín. Por su parte, el británico Gerald Howson ha afirmado que la documentación de los Archivos Militares Rusos estudiada por él revela «que a fuerza de alterar subrepticiamente el tipo de cambio de rublo a dólar por cada uno de los artículos que enviaban, desde un bombardero hasta rodamientos y bujías, los soviéticos le estafaron a la República española millones de dólares (probablemente hasta 51 millones de dólares, tan solo en ventas de armas)».

## Larevolución comunista mundialy elMoscow Gold
La expresión «oro de Moscú» tiene su origen en la crítica a la financiación de los partidos y sindicatos de ideología comunista en Europa Occidental. Con anterioridad a 1935, mientras el gobierno de Iósif Stalin orientaba parte de su política internacional hacia la promoción de la llamada revolución mundial del proletariado, medios de habla inglesa como la revista Time utilizaban la expresión Moscow Gold para referirse a los planes soviéticos de intensificar las actividades del movimiento comunista internacional, que por entonces se manifestaba tímidamente en Estados Unidos y el Reino Unido. Time consideraba que esta evolución de la política soviética, que en 1935 se manifestó en favor de la participación comunista para la formación de diferentes agrupaciones frentepopulistas en diversos países del mundo, se debía en parte a la necesidad de Stalin de contrarrestar las críticas del trotskismo.
A principios de los años 1990, tras la descomposición del sistema soviético que marcó el comienzo de un periodo de transformación de los partidos comunistas de Europa Occidental, la expresión «oro de Moscú» fue retomada en Francia (l'or de Moscou), nuevamente en una campaña de desprestigio y acusaciones contra la financiación del PCF, dirigido entonces por Georges Marchais.

## El episodio español

### Contexto: los primeros meses de la Guerra Civil

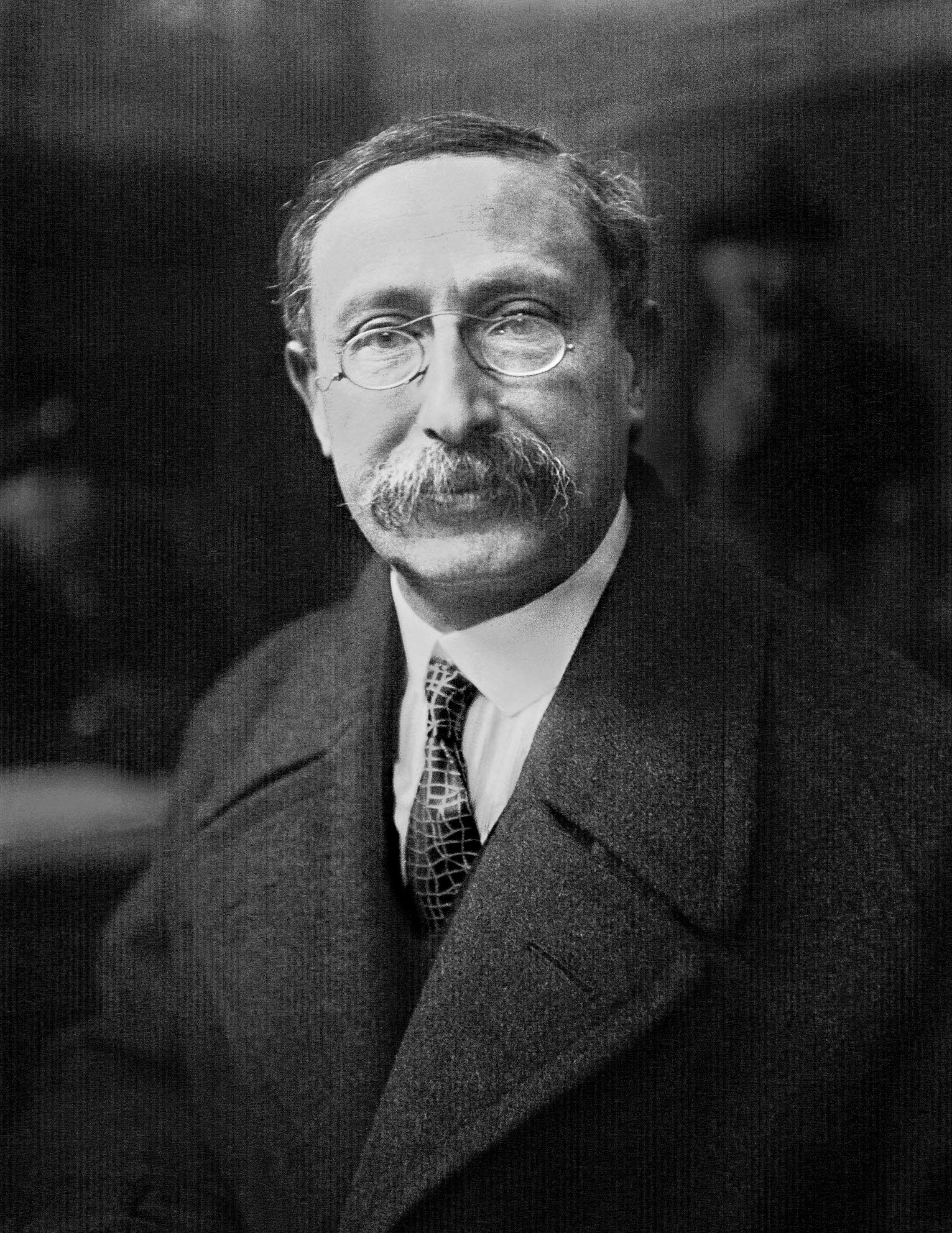
Léon Blum, jefe del gobierno francés.

A partir del 19 de julio de 1936, a los pocos días de la sublevación militar, tanto el gobierno de José Giral como el general Franco, entonces responsable del ejército de África, realizaron gestiones simultáneas en Francia, por una parte, y a través de emisarios en Roma y Berlín, por la otra, para solicitar apoyo material. Con estas iniciativas dio comienzo la progresiva internacionalización del conflicto ante la conciencia común de las carencias en medios y equipamientos militares de ambos bandos para sostener el esfuerzo bélico.
Al comienzo de la Guerra civil la situación política de Francia era confusa, con un gobierno frentepopulista que incluía entre sus elementos mayoritarios al centrista Partido Radical. Aunque Léon Blum, como el PCF, pretendió intervenir a favor de la República, los radicales se opusieron y amenazaron con retirarle su apoyo. A ello se unieron las advertencias británicas sobre el riesgo de obstruir la política de apaciguamiento emprendida por el conservador Stanley Baldwin. De tal modo, el consejo de ministros reunido el 25 de julio de 1936 aprobó la cancelación de cualquier suministro desde Francia. El mismo día en que se confirmaba la no intervención de las democracias occidentales, Hitler daba su consentimiento para el envío de un primer lote de aviones, tripulación y equipo técnico a Marruecos, mientras que el 27 de julio, Mussolini enviaría una partida de aviones de transporte, material que sería utilizado posteriormente para el puente aéreo de tropas hacia Sevilla establecido el 29 de julio de 1936. El gobierno nazi utilizó una empresa fantasma, la Sociedad Hispano-Marroquí de Transportes, como tapadera para canalizar sus suministros a Franco.
El 1 de agosto de 1936 el gobierno francés emitió la propuesta a la comunidad internacional para la adopción de un «Acuerdo de No Intervención en España», apoyada por el Foreign Office a través de su embajada en París el 7 de agosto. El acuerdo fue también inicialmente suscrito por la Unión Soviética, Portugal, Italia y el Tercer Reich, sumándose al Comité de supervisión de Londres creado el 9 de septiembre de 1936. No obstante, estas tres últimas naciones mantuvieron su apoyo logístico y material mientras que los agentes de compras del gobierno republicano adquirieron suministros procedentes de México y del mercado negro.

Áreas de control de los bandos enfrentados hacia septiembre de 1936.

En el terreno de las hostilidades, durante los meses de agosto y septiembre de 1936 las fuerzas sublevadas lograron importantes avances, consolidando la frontera portuguesa tras las batalla de Badajoz del 14 de agosto y cerrando la vascofrancesa, tras la entrada en Irún del 4 de septiembre de 1936. Este avance coincidió con un progresivo viraje de la política de la URSS hacia una intervención activa. Se emprendió entonces el establecimiento de relaciones diplomáticas con la República española y el nombramiento del primer embajador soviético en Madrid, Marcel Rosenberg (antes representante soviético en la Sociedad de Naciones), el 21 de agosto de 1936.
A finales de septiembre de 1936, partidos comunistas de diferentes países recibieron instrucciones del Komintern y de Moscú para el reclutamiento y organización de las Brigadas Internacionales, que entrarían en combate durante el mes de noviembre. Mientras, el 28 de septiembre, el final de las operaciones en torno al alcázar de Toledo permitiría a las fuerzas dirigidas por el general Varela orientar su esfuerzo hacia la batalla de Madrid.
A lo largo del mes de octubre de 1936, la URSS envió material en ayuda del nuevo gobierno de concentración frentepopulista presidido por Largo Caballero, que incluía dos ministros comunistas, acción que el embajador soviético en Londres, Iván Maisky, justificaría ante el Comité de No Intervención el 23 de octubre de 1936, denunciando el previo sabotaje italo-alemán al mismo y reclamando la restitución del derecho a la República a armarse. Cinco días más tarde, el 28 de octubre de 1936, zarparon de Cartagena cuatro cargueros soviéticos conteniendo el oro evacuado el 14 de septiembre del Banco de España.

### Situación de las reservas y estatus del Banco de España
Pocos meses antes del inicio de la Guerra Civil la reserva española de oro había sido registrada por las estadísticas internacionales en mayo de 1936 como la cuarta más grande del mundo. Fue acumulada principalmente durante la Primera Guerra Mundial, en la que España se mantuvo neutral. Gracias a los estudios de la documentación del Banco de España (BDE), se conoce que estas reservas se distribuían principalmente en la sede central de Madrid, las delegaciones provinciales del BDE y otros depósitos menores en París, desde 1931, estando constituidas en su mayor parte por monedas, extranjeras y españolas, mientras que la fracción de oro era menor al 0,01% y mucho menor la cantidad de oro en barras pues tan solo había 64 lingotes.
Sobre el valor de las reservas movilizables, este era conocido por las diversas publicaciones oficiales que se emitían regularmente y así el The New York Times del 7 de agosto de 1936 informaba de la cifra de 718 millones de dólares estadounidenses de la época para las disponibles en la sede de Madrid. Para el historiador Ángel Viñas, esta cifra se correspondía con 635 o 639 toneladas de oro fino o bien a 20,42 o 20,54 millones de onzas troy. Según el balance del Banco de España del 30 de junio de 1936, publicado en la Gaceta de Madrid el 1 de julio, las reservas de oro existentes, tres semanas antes de iniciarse la contienda, alcanzaban un valor de 2202 millones de pesetas-oro, equivalente a 5.240 millones de pesetas efectivas. Viñas calcula que la cifra de 719 millones de dólares de 1936 correspondería, actualizada con los índices de inflación, a 9725 millones de dólares de 2005. En comparación, las reservas españolas disponibles en septiembre de ese año eran de 7.509 millones.
En 1936, el Banco de España estaba constituido como sociedad anónima por acciones (al igual que sus homólogos francés e inglés) con un capital de 177 millones de pesetas, el cual se hallaba distribuido en 354.000 acciones nominativas de 500 pesetas cada una. A pesar de que el banco y sus reservas no eran de propiedad estatal -pues no devendrían en tales hasta la promulgación del Decreto-Ley 18/1962 del 7 de junio de 1962, sobre Nacionalización y Reorganización del Banco de España-, la institución estaba sometida al control tanto del gobierno, quien designaba al gobernador, como del Ministerio de Hacienda que nombraba a varios miembros del Consejo General del banco.
La Ley de Ordenación Bancaria (LOB) del 29 de diciembre de 1921 (o Ley Cambó) intentó por vez primera ordenar las relaciones entre el Banco de España como banco central y la banca privada. En la ley se regulaban también las condiciones para la movilización por parte del Banco de las reservas, el cual debía contar con la preceptiva autorización del Consejo de Ministros. En la base 7.ª del Artículo 1 la LOB estipulaba la facultad del Gobierno para acudir a la entidad y solicitar la venta de oro exclusivamente para influir en el tipo de cambio de la peseta y «ejercer una acción interventora en el cambio internacional y en la regularidad del mercado monetario», en cuyo caso el Banco de España participaría en dicha acción con una cantidad igual a la arbitrada por el Tesoro Público.
Aunque autores como Pío Moa consideran que el traslado del oro violaba claramente la Ley Cambó, en opinión de Ángel Viñas la aplicación laxa de la misma por parte del gobierno republicano fue válida, basándose en los testimonios del que fuera último ministro de Hacienda de la Monarquía, Juan Ventosa y Calvell (18 de febrero a 15 de abril de 1931), que la juzgaba, poco antes del golpe militar, demasiado ortodoxa, limitando las posibilidades de crecimiento de la economía del país. Para Viñas -que evita entrar en aspectos jurídicos- la situación excepcional creada por la rebelión explicaría el cambio de actitud con respecto a la Ley Cambó por parte del gobierno, que pasó a ejercer los mecanismos necesarios para realizar una nacionalización parcial encubierta del Banco de España, guiado por la máxima «Salus patriae, suprema lex»- Otros historiadores, como Sardá, Miralles o Moradiellos, coinciden con esta interpretación.
La actuación del gobierno republicano sobre el Banco de España para colocar en su dirección a personas fieles a la República se concretó en el Decreto de 4 de agosto de 1936, que destituyó a Pedro Pan Gómez como subgobernador primero en favor de Julio Carabias, que 10 días más tarde fue seguida de la destitución de otros consejeros y altos ejecutivos. Después del traslado del oro a la Unión Soviética, el 21 de noviembre, se decretó la modificación del Consejo, que sufrió nuevas modificaciones y ceses hasta que el 24 de diciembre de 1937 nueve consejeros fueron sustituidos directamente por representantes institucionales. Pan Gómez huiría a la zona sublevada, para ocuparse unos meses después de organizar el nuevo Banco de España de Burgos.

### El «oro de París»

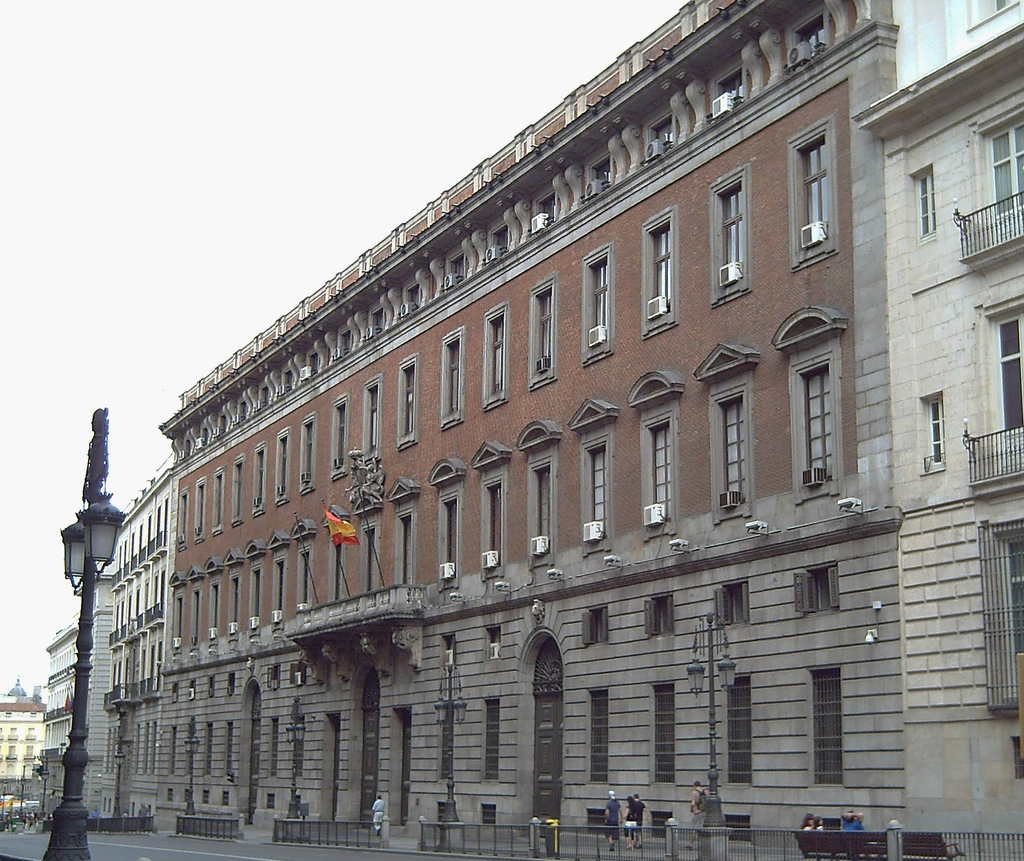
Real Casa de la Aduana (Madrid), sede central del Ministerio de Hacienda.

Con el comienzo de la guerra, los sublevados pusieron en marcha su propia maquinaria estatal, considerando ilegítimas e ilegales las instituciones que quedaron bajo el control del gobierno de Madrid. Así, se constituyó también un Banco de España, con sede en Burgos, dirigido por el exsubgobernador Pan Gómez. Cada banco afirmaba ser el legítimo, tanto en el interior como en el exterior. En poder del gobierno republicano quedaron la sede central con su reserva de oro y las delegaciones más importantes, en tanto que el de Burgos administraba las reservas y delegaciones provinciales del Banco de España en el territorio sublevado. Cuando ambos reunieron sus respectivas juntas de accionistas, en la rebelde hubo 154.163 y en la republicana 31.389.
El 27 de julio el Gobierno Giral anunció el inicio del envío a Francia de parte del oro, por el acuerdo del Consejo de Ministros de 21 de julio de 1936.
Los sublevados, informados puntualmente de los envíos de oro por sus agentes y amigos en Francia y la zona republicana, afirmaron que estos gastos estaban muy alejados de lo previsto en la mencionada Ley Cambó. Por tanto, los consideraron ilegales. Así, la Junta de Defensa Nacional de Burgos emitió el 25 de agosto de 1936 un decreto, el n.º 65, declarando nulas, por lo que a ellos concernía, las operaciones de crédito realizadas por el gobierno frentepopulista con cargo a esta reserva:

Decreto número 65:

Interesa a esta Junta, en el orden moral, destacar, una vez más, el escándalo que ante la conciencia universal ha producido la salida de oro del Banco de España, decretada por el mal llamado Gobierno de Madrid. Pero la incumbe más principalmente señalar las consecuencias de esas operaciones en el terreno jurídico, porque efectuadas con abierta infracción de preceptos fundamentales de la vigente Ley de Ordenación Bancaria, es evidente conducen por su manifiesta ilegalidad a la conclusión inexcusable de su nulidad, que ha de alcanzar en sus efectos civiles a cuantas personas nacionales o extranjeras hayan participado en ellas, con independencia de la responsabilidad criminal, ya regulada en otro Decreto. Y es lógico complemento de esta declaración, el prevenir los daños que se irroguen, con medidas de caución, que han de adoptarse con la urgencia que la defensa de los intereses nacionales exige.

En su virtud, como Presidente de la Junta de Defensa Nacional, y de acuerdo con ella, vengo en decretar lo siguiente:

Artículo primero. Se declaran nulas todas las operaciones que se hayan verificado o se verifiquen con la garantía del oro extraído del Banco de España, a partir del dieciocho de julio último, y en su día se ejercitarán cuantas acciones correspondan en Derecho, para el rescate del oro referido, sea cual fuere el lugar en que se halle.

Artículo segundo. Sin perjuicio de la responsabilidad criminal definida en el Decreto número 36, los valores, créditos, derechos y bienes de todas clase que posean en España las personas o entidades nacionales o extranjeras que hayan intervenido o intervengan directa o indirectamente en las operaciones a que se contrae el artículo precedente, serán inmediatamente embargados, a fin de asegurar las responsabilidades de cualquier especie que se deriven de tales actos.

Dado en Burgos a 25 de agosto de 1936.

Miguel Cabanellas.

Vincent Auriol, ministro de finanzas, y Émile Labeyrie, gobernador del Banco de Francia, coincidieron en permitir estas operaciones para ayudar económicamente a la República, tanto por sus convicciones antifascistas como por la conveniencia de reforzar sus reservas y la estabilidad del franco. La creación del Comité de No Intervención no paralizó el envío de oro a Francia y el gobierno de Largo Caballero, constituido en septiembre, prosiguió dicha política. Londres y París ignoraron las protestas de los sublevados sobre el uso indebido del oro.
Hasta marzo de 1937 se enviaron 174 toneladas de oro fino (193 brutas) al Banco de Francia, equivalentes al 27,4% de todas las reservas españolas, para convertirlas en divisas con que pagar las compras de armamento y víveres. La Hacienda republicana recibió 3.922 millones de francos (unos 196 millones de dólares) con tal objeto. Se tiene constancia además de otros muchos envíos de oro, plata y joyas introducidos en el país galo de contrabando Estos envíos se justificaron con un decreto reservado del 30 de agosto, en razón de la gravedad provocada por la insurrección armada, y a fin de «poder desarrollar la lucha con la extensión e intensidad que exija el aplastamiento de la execrable rebelión». Por acuerdo del Consejo de Ministros, se autorizaba «al Ministro de Hacienda para disponer que, por el Centro Oficial de Contratación de Moneda, se sitúe en una o varias veces, por cuenta del Tesoro, en el extranjero, a disposición de la representación diplomática, consular o persona que designará en cada caso, la cantidad de francos franceses que estime precisa para atender los gastos que las necesidades de campaña impongan».
Durante el último año de guerra, 40,2 toneladas depositadas en Mont de Marsan fueron retenidas judicialmente, reclamadas por el gobierno franquista al ser reconocido por la República francesa y finalmente recuperadas al término de la guerra, en la que fue la única reclamación exitosa del oro del Banco de España por parte de los sublevados.

### La orden de traslado y sus motivaciones
El 13 de septiembre se firmó un decreto reservado del Ministerio de Hacienda, previamente aprobado por unanimidad por el Consejo de Ministros y emitido a iniciativa del nuevo ministro, Juan Negrín, por el cual se autorizaba el traslado de las reservas metálicas del Banco de España y se preveía una futura rendición de cuentas a las Cortes que nunca llegó a producirse (entre otras razones, por su carácter reservado y por la derrota definitiva de la República en la guerra que provocó la desaparición del Parlamento democrático, aunque en 1956 Rómulo Negrín entregaría al régimen franquista los documentos en poder de su padre, a la muerte de éste, que justificaban la operación):

Ministro de Hacienda

Excmo. Sr:

Por su excelencia el presidente de la República, y con fecha 13 del actual, ha sido firmado el siguiente decreto reservado: La anormalidad que en el país ha producido la sublevación militar aconseja al Gobierno adoptar aquellas medidas precautorias que considere necesarias para mejor salvaguardar las reservas metálicas del Banco de España, base del crédito público. La índole misma de la medida y la razón de su adopción exigen que este acuerdo permanezca reservado. Fundado en tales consideraciones, de acuerdo con el Consejo de Ministros, y a propuesta del de Hacienda, vengo en disponer, con carácter reservado, lo siguiente:
- Art. 1º: Se autoriza al Ministro de Hacienda para que en el momento que lo considere oportuno ordene el transporte, con las mayores garantías, al lugar que estime de más seguridad, de las existencias que en oro, plata y billetes hubiera en aquel momento en el establecimiento central del Banco de España.
- Art. 2º: El Gobierno dará cuenta en su día a las Cortes de este decreto.

Madrid, 13-9-36.

El decreto está firmado por el presidente de la República, Manuel Azaña, el cual afirmaría posteriormente su desconocimiento sobre el destino final de las reservas. Según justificó más tarde Largo Caballero, el presidente no fue informado hasta mucho después debido a su «estado emocional» y el «carácter reservado de la operación»:

¿De esta decisión convenía dar cuenta a muchas personas? No. Una indiscreción sería la piedra de escándalo internacional [...] Se decidió que no lo supiera ni el Presidente de la República, el cual se hallaba entonces en un estado espiritual verdaderamente lamentable, por consiguiente sólo lo sabía el Presidente del Consejo de Ministros [el propio Largo], el Ministro de Hacienda [Negrín] y el de Marina y Aire [Indalecio Prieto]. Pero los dos primeros serían los únicos que se habían de entender con el Gobierno de Rusia.

Francisco Olaya Morales indica que, «poniéndose legalista», esto podría violar el artículo 76 de la Constitución del 31, que facultaba al Presidente parar firmar «los decretos, refrendados por el Ministro correspondiente, previo acuerdo del Gobierno, pudiendo el Presidente acordar que los proyectos de decreto se sometan a las Cortes, si creyere que se oponen a alguna de las leyes vigentes».
Diversos autores, como Viñas, han señalado que la decisión de trasladar el oro fuera de Madrid estuvo motivada por el rápido avance del ejército de África, que desde su llegada a la Península había realizado un rápido avance hacia la capital, encontrándose, en el momento de tomarse la decisión, ya en Talavera de la Reina, a 116 kilómetros de Madrid, sin que ninguno de los esfuerzos hechos para detenerlos o frenar su avance hubiesen tenido éxito, siquiera parcial. Sin embargo, las tropas sublevadas no llegarían finalmente hasta dos meses después, no debido a la resistencia de las fuerzas republicanas, sino a una decisión del propio Franco, que decidió desviarse para socorrer a los sitiados en el alcázar de Toledo, en una operación de prestigio que le consolidó políticamente y le permitió ascender a la jefatura del Estado el 29 de septiembre de 1936. La capital resistiría hasta el fin la guerra, y el propio gobierno republicano no se trasladó a Valencia hasta el 6 de noviembre.
Uno de los principales protagonistas de los hechos, Largo Caballero, justificó posteriormente, en su exilio francés, el envío del oro en el Pacto de No Intervención y la defección de las democracias con respecto a la República, y la amenaza de los sublevados sobre Madrid. No obstante lo cual, su compañero, el también socialista Luis Araquistáin, lo atribuyó posteriormente a la coacción soviética: 

Como estoy seguro de que Largo Caballero, de quien era yo entonces amigo íntimo, no se hallaba en tal estado de desesperanza en cuanto al desenlace de la guerra, y me cuesta también mucho trabajo imaginar presa de tal abatimiento a Negrín, no me queda otra alternativa que volver a la hipótesis de la coacción soviética, o declarar simplemente que la entrega del oro a Rusia fue una locura de todo punto inexplicable.

También se habló del peligro faísta, y de la intención anarquista de asaltar las bóvedas del Banco de España y transferir las reservas de oro a Barcelona, el bastión de la CNT y la FAI, no solo para mantenerlo a salvo, sino para comprar material de guerra por su cuenta. Este plan habría sido preparado por Diego Abad de Santillán, uno de los más ardientes detractores de Negrín, pero tal extremo es considerado falso por el historiador libertario Francisco Olaya Morales, que opina que el oro se trasladó a Cartagena no por motivos de seguridad o por ninguna amenaza franquista o anarquista, sino con la intención preconcebida de enviarlo a Moscú. Lo cierto es que Abad de Santillán, ya en agosto de 1936, se entrevistó en Madrid con Giral y Azaña y les exigió, en forma de ultimátum, el "traslado inmediato" a Barcelona de los depósitos de oro. Estas demandas, que muestran el interés de los faístas catalanes por las reservas del Banco de España, fueron rechazadas.
Aunque algunos historiadores consideran a Negrín el artífice del envío del oro (por iniciativa propia o confabulado con los soviéticos, dependiendo de las interpretaciones), no está claro quién tuvo la idea de sacar la reserva fuera de España. El historiador británico Antony Beevor cita que existen versiones que atribuyen al agregado comercial soviético y agente del NKVD Arthur Stashevski la sugerencia a Negrín de tener una «cuenta corriente en oro» en Moscú, debido a la amenaza que pendía sobre Madrid y a la necesidad de comprar armas y materias primas. Pero también cita a Gabriel Jackson y Víctor Alba, los cuales en su libro Juan Negrín le atribuyen la idea al propio Negrín, sosteniendo que la idea tomó por sorpresa a los soviéticos y que Negrín tuvo que explicar cuidadosamente la idea al embajador Rosenberg. Su amigo Mariano Ansó lo defendía afirmando:

no pudo ser ni fue el artífice del envío a Rusia del oro español; fue a lo sumo un cooperante de menor importancia del Lenin español y sus consejeros áulicos, a la cabeza de los cuales figuraba Luis Araquistáin.

Según Martín-Aceña, fue igualmente Stashevski quien propuso a Negrín depositar el oro en Moscú, en tanto que Válter Krivitski, general del Ejército Rojo y encargado de la inteligencia militar en Europa Occidental durante la época, posteriormente huido a Estados Unidos, afirma que cuando Stalin decidió intervenir en España, no quiso arriesgar nada, sino que se aseguró de que existía suficiente oro como para pagar la ayuda a la República.
En cualquier caso, no fue hasta el día siguiente, el lunes 14 de septiembre, que el Consejo del Banco de España (muy reducido tras el inicio de la guerra) fue informado de la decisión de incautar el oro y trasladarlo. Dado que el traslado había comenzado horas antes de la sesión informativa, el Consejo del Banco no pudo impedir dichas medidas. No obstante, los dos únicos consejeros representantes de los accionistas del Banco de España que no se habían pasado a los sublevados (José Álvarez Guerra y Lorenzo Martínez Fresneda), presentaron su dimisión. Martínez Fresneda expresó su más enérgica protesta alegando que el traslado era ilegal, puesto que el oro era de exclusiva propiedad del Banco de España, y ni el Estado ni el Gobierno podían disponer de él; además señaló que el oro garantizaba por ley la convertibilidad de los billetes del Banco, y, por tanto, debía permanecer en la caja de seguridad del Banco: 

A mediados de septiembre [de 1936], según información personal y directa del señor Martínez Fresneda al Asesor Jefe, el día 14, se citó a un Consejo extraordinario y secreto para el siguiente día 15. En él se dio cuenta por el señor Gobernador de que el Gobierno había dispuesto, ante el avance de las tropas insurrectas, incautarse de todo el oro del Banco, para trasladarlo a sitio y localidad donde estuviera con más seguridad que las ofrecidas por Madrid, al cual se dirigían dichas tropas con intención de tomarlo, y que al efecto había ya comenzado dicha traslación. Entonces el señor Martínez Fresneda dijo que, simultánea la noticia del acuerdo del Gobierno de la incautación y traslación del oro del Banco, con la ejecución del acuerdo, no cabía discutir sobre tal acuerdo para impugnar e impedir su realización, toda vez que está ya ejecutándose, pero si no cabía discusión, sí cabía y lo hacía constar del modo más solemne su enérgica protesta, por considerar el acuerdo ilegal e ineficaz en derecho. Era ilegal, porque siendo el oro de propiedad exclusiva del Banco, ni el Estado ni el Gobierno podían disponer de él. Por otra parte, dijo, el oro es la reserva que previene la ley y que garantiza la convertibilidad del billete, y siendo ello así, en parte alguna puede estar, sino en la caja del Banco y precisamente cuando se acaba de inaugurar la nueva caja, que responde a todos los adelantos de seguridad a prueba de incendios, de bombas, etc., todo ello demuestra lo desafortunado del acuerdo. Concluyó reiterando su protesta y a ella se sumó en iguales términos de energía el señor Álvarez Guerra (Asesor Jefe). Añadió que, corolario de esa protesta y lógica consecuencia era su dimisión que anunciaba al Consejo.

### Traslado del oro a Cartagena

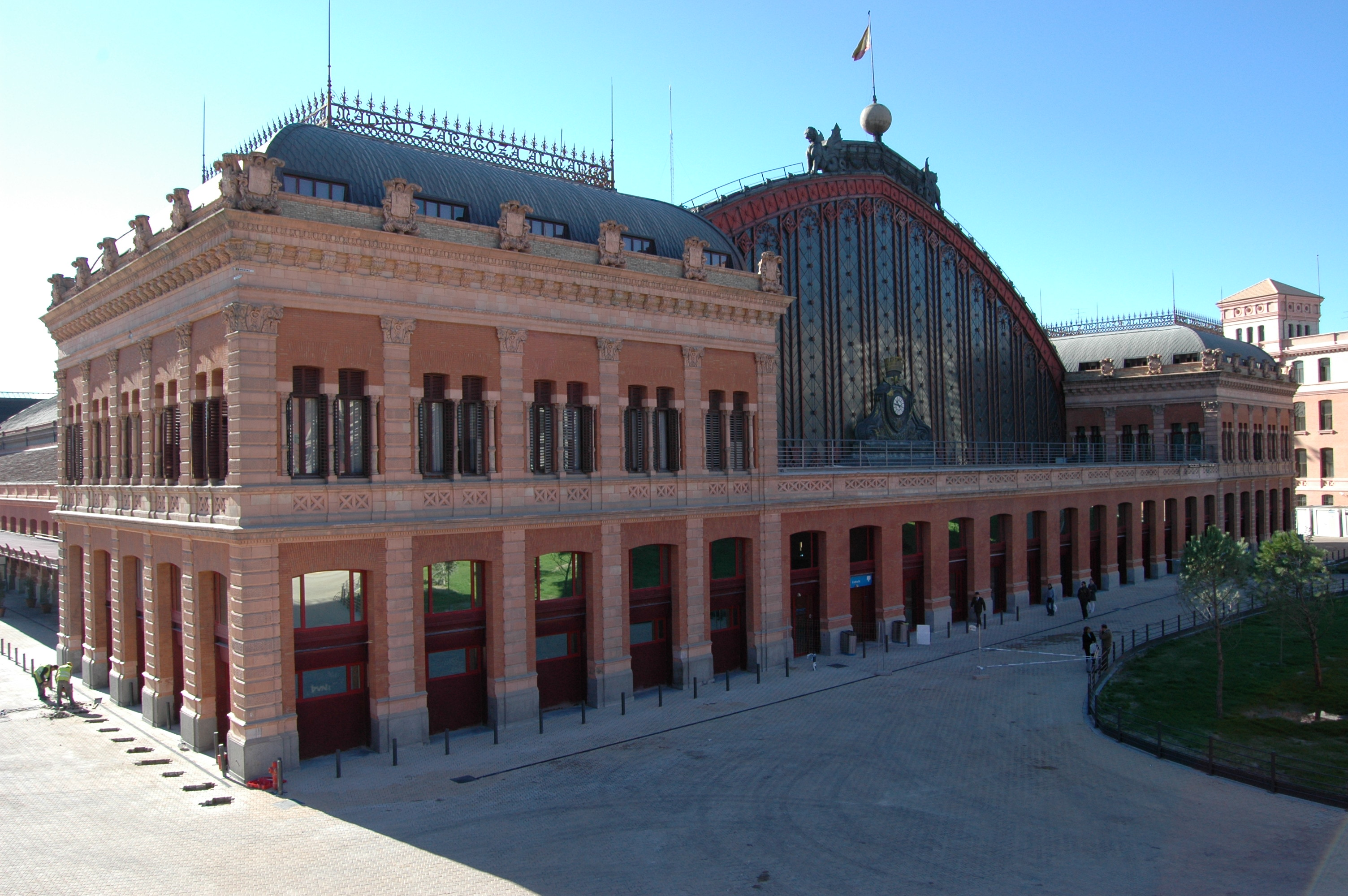
Vista de la estación de Atocha de Madrid, todavía conocida como del Mediodía en la época de la guerra civil.

Menos de 24 horas después de la firma del decreto, la madrugada del 14 de septiembre de 1936 entraron en el Banco fuerzas de carabineros y milicias, enviadas por el Ministerio de Hacienda de acuerdo con los comités de la UGT y de la CNT en el mismo Banco. Dirigió la operación de apropiación el entonces director general del Tesoro y futuro ministro de Hacienda en el gobierno de Negrín, Francisco Méndez Aspe. Le acompañaban el capitán Julio López Masegosa, cincuenta o sesenta metalúrgicos y cerrajeros y un grupo de empleados de banca pertenecientes al Sindicato de Madrid, cuyo presidente era Amaro del Rosal, futuro director de la Caja General de Reparaciones. El cajero principal, al ver que la reserva de oro iba a ser evacuada, se suicidó en su despacho.
Obtenidas las llaves, se abrieron las cajas y cámaras donde se custodiaban las reservas, y durante varios días los agentes del Gobierno estuvieron extrayendo todo el oro allí depositado. El metal precioso se colocó en cajas de madera de 30,5 x 48,2 x 17,7 cm, las utilizadas habitualmente para el transporte de municiones, que no estaban numeradas ni acompañadas de facturas que indicasen cantidad, peso o contraste del oro. Las cajas fueron transportadas en camiones a la Estación del Mediodía, y desde allí a Cartagena, donde se depositaron en los polvorines de La Algameca. Viñas considera la elección de Cartagena lógica, ya que «se trataba de una gran base naval, pertrechada y defendida adecuadamente, un tanto alejada del teatro de operaciones y desde la cual cabía la posibilidad de, llegado el caso, transportar por vía marítima las reservas a algún nuevo lugar».
El traslado por vía férrea hasta Cartagena fue protegido por la «Brigada Motorizada» del PSOE como explica el testimonio de testigos del hecho. A los pocos días de la extracción del oro del Banco de España, los mismos funcionarios, utilizando idénticos procedimientos a los empleados con el oro, recogieron la plata, por una cuantía total de 656 708 702,59 pesetas, que fue vendida a los EE. UU. y a Francia entre junio de 1938 y julio de 1939 por una cifra algo superior a 20 millones de dólares (una parte fue embargada por las autoridades francesas).
Con la reserva de oro en lugar seguro, a cientos de kilómetros del frente, parecía que se había cumplido el mandato del Decreto Reservado del 13 de septiembre. Desde el bando sublevado, enterados del traslado del oro, se calificó el hecho de «expolio» y protestaron internacionalmente. Viñas cree que su destino final no estaba decidido todavía. «De hecho, inmediatamente después de su llegada a Cartagena lo que se decidió fue, precisamente, aumentar el volumen de los envíos que se remesaban a Francia». El Consejo de Ministros de la República había autorizado la eventual salida del oro del país, aunque sin especificar destino alguno, según acuerdo del 6 de octubre de 1936 que rezaba así:

En virtud de las amplias facultades que las Cortes han concedido al Gobierno, el Consejo de Ministros, en su reunión del día de hoy, acuerda lo siguiente: autorizar al Excmo. Sr. Presidente del Consejo, don Francisco Largo Caballero, y al Excmo. Sr. Ministro de Hacienda, don Juan Negrín López, para que de común acuerdo tomen cuantas medidas sean necesarias con el oro del Banco de España, sin limitación alguna, y aun cuando para ello hubiere que situarlo, total o parcialmente, fuera del territorio patrio para defender dicho oro de cualquiera contingencia que pudiera representar grave daño para los altos intereses de la Nación.

El 15 de octubre Negrín y Largo Caballero decidieron trasladar el oro de Cartagena a Rusia. El acuerdo entre los dos gobiernos lo firmaron Largo Caballero y el señor Rosengolz, comisario de Finanzas del gobierno soviético. La operación para transferir parte del oro al Gosbank fue hecha estrictamente de acuerdo con la Ley de Ordenación Bancaria vigente desde la época de la monarquía. Aunque no era constitucionalmente necesario, Negrín insistió en que Azaña fuese informado detalladamente; el presidente expresó de forma vehemente su satisfacción con la operación al primer ministro y al ministro de Hacienda: «Han quitado ustedes un gran peso de mi corazón», afirmó.
El 20 de octubre, el director del NKVD en España, Alexander Orlov, recibió un telegrama cifrado de Stalin ordenándole organizar el envío del oro a la URSS y concertar los preparativos con Negrín: 

Junto con el embajador Rosenberg, organice con el jefe del gobierno español, Caballero, el envío de las reservas de oro de España a la Unión Soviética... Esta operación debe llevarse a cabo en el más absoluto secreto.

Si los españoles le exigen un recibo por el cargamento, niéguese. Repito, niéguese a firmar nada y diga que el Banco del Estado preparará un recibo formal en Moscú.
Iván Vasílievich.

 Orlov le dijo que llevaría a cabo la operación con los tanquistas soviéticos que acababan de llegar a España. En su posterior informe al Subcomité del Senado de los Estados Unidos declaró lo siguiente: 

Deseo subrayar que, en aquel tiempo, el gobierno español (...) no controlaba completamente la situación. Le dije francamente al ministro de Hacienda Negrín que si alguien se enteraba de ello, si los anarquistas interceptaban a mis hombres, rusos, con los camiones cargados de oro español, los matarían y sería un tremendo escándalo político en todo el mundo, que incluso podría provocar una revolución interna. Por ello (...) le pregunté si el gobierno español podría extenderme credenciales bajo algún nombre ficticio (...) como representante del Banco de Inglaterra o del Banco de América, porque entonces (...) podría decir que el oro se estaba transportando a América por razones de seguridad (...) Negrín no puso ninguna objeción. Pensó que era una buena idea. Yo hablaba un inglés relativamente bueno y podía pasar por extranjero. Por lo tanto, me extendió las credenciales de un hombre llamado Blackstone y me convertí en el representante del Banco de América.

El día 22 de octubre de 1936 se personó en Cartagena Francisco Méndez Aspe, jefe del Tesoro y hombre de confianza de Negrín, que ordenó la extracción nocturna de la mayoría de las cajas de oro, con un peso aproximado de setenta y cinco kilos cada una, las cuales fueron transportadas en camiones y cargadas en los buques KIM, Kursk, Nevá y Volgolés (en ruso: КИМ, Курск, Нева и Волголес). Según Orlov:

Una brigada de tanques soviéticos había desembarcado en Cartagena dos semanas antes y ahora estaba estacionada en Archena, a 40 millas. La mandaba el coronel S. Krivoshéin, que los españoles conocían como Melé. Krivoshéin me asignó veinte camiones militares y otros tantos de sus mejores tanquistas (...) Los sesenta marinos españoles habían sido enviados al polvorín con una hora o dos de anticipación (...) Y así, el 22 de octubre, al anochecer, me dirigí, seguido de una caravana de camiones, al depósito de municiones (...) La salud de Méndez Aspe era algo muy serio. Era un hombre muy nervioso. Nos dijo que debíamos interrumpir la carga o pereceríamos [a causa de un bombardeo alemán]. Le respondí que no podíamos hacerlo, porque los alemanes continuarían bombardeando el puerto y el barco se hundiría, así que debíamos seguir. Entonces huyó y dejó solo a un ayudante, un español muy agradable que se encargó de contar las cajas del oro.

El oro tardó tres noches en ser embarcado, y el 25 de octubre los cuatro barcos se hicieron a la mar rumbo a Odesa, puerto soviético del Mar Negro. Acompañaban a esta expedición, como personas de confianza, cuatro claveros del Banco de España (un clavero era un custodio de las llaves de las cajas fuertes del Banco): Arturo Candela, Abelardo Padín, José González y José María Velasco. Cabe indicar, asimismo, que Orlov había reseñado 7900 y Méndez Aspe 7800 cajas; el recibo final fue por 7800, y no se sabe si fue un error o desaparecieron 100 cajas de oro.
Otra polémica levantada al respecto es la justificación de un traslado a México de bienes incautados por la Caja General de Reparaciones al término de la guerra, en el que se incluían, entre otras cosas "Depósitos Banco de España y lingotes oro"; Según Amaro del Rosal, único presidente de la Caja de Reparaciones y principal fuente al respecto, reproducido en un detallado inventario. Se trataría del conocido "Tesoro del Vita", embarcación adquirida por la República a tal efecto.

### El viaje y la recepción en Moscú

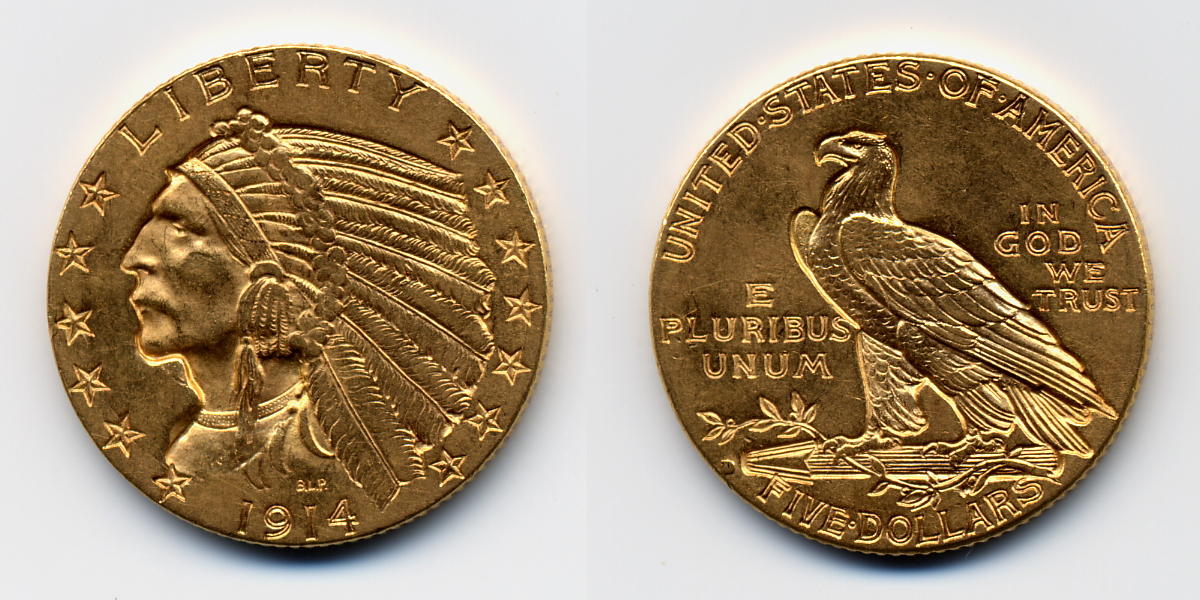
Moneda de oro estadounidense de cinco dólares: Media Águila de 1914. Las reservas de oro del Banco de España se encontraban fundamentalmente en forma de monedas, entre las que las estadounidenses eran muy abundantes.

El convoy puso rumbo a la URSS, y la noche del 2 de noviembre Stalin se encontró con que habían arribado a Odesa tres barcos cargados con oro —el Kursk se retrasaría unos días por avería—, concretamente con 5779 cajas de metal precioso. Uno de los colaboradores del general del GPU Válter Krivitski le describía así la extraordinaria escena en el puerto ruso:

Toda la zona próxima al dique fue despejada y rodeada por cordones de tropas especiales. A través de ese espacio vacío entre el muelle y las vías del ferrocarril, los más altos jefes de la OGPU transportaban las cajas de oro a sus espaldas. Durante varios días estuvieron transportando el oro, cargándolo en los camiones y llevándolo a Moscú en convoyes armados. Intentó darme una idea de la cantidad de oro que habían descargado en Odesa mientras caminábamos por la gran Plaza Roja. Señaló la extensión que nos rodeaba y dijo: «Si todas las cajas de oro que apilamos en los muelles de Odesa se colocaran aquí una al lado de otra, cubrirían completamente la Plaza Roja».

El oro, custodiado por el 173 regimiento del NKVD, se trasladó inmediatamente al Depósito del Estado de Metales Preciosos del Comisariado del Pueblo para las Finanzas (Gojrán), en Moscú, donde fue recibido en calidad de depósito de acuerdo a un protocolo, fechado el 5 de noviembre, por el que se nombraba una comisión receptora formada por los representantes del Comisariado de Finanzas, J.V. Margoulis, director del Servicio de Metales Preciosos, O.I. Kagán, director del Servicio de Divisas, el representante del Comisariado de Negocios Extranjeros y el embajador español en la Unión Soviética, Marcelino Pascua. El oro arribó a la capital soviética un día antes del 19.º aniversario de la revolución de octubre. Entre los días 6 y 7 tuvo lugar la llegada y aceptación de las cajas que contenían metales preciosos de acuerdo con «la declaración verbal del embajador de la República Española en Moscú... y de los empleados del Banco de España que acompañan el convoy... (puesto que) las cajas no están numeradas ni provistas de facturas de acompañamiento que hubieran indicado la cantidad, el peso y el contraste del metal». Según Orlov, Stalin celebró la llegada del oro con un banquete al que asistieron miembros del Buró Político en el que habría dicho: «Los españoles no verán su oro nunca más, como tampoco ven sus orejas», expresión que tomó de un proverbio ruso.

### Valoración del oro
El oro quedó depositado en el Gojrán bajo guardia militar, y entre el 9 y el 10 de noviembre llegaron las últimas 2.021 cajas, las que viajaran en el Kursk, firmándose en la segunda de dichas fechas el protocolo de rigor. A continuación se procedió al recuento de una muestra de 372 cajas que habría de servir para redactar el acta de recepción preliminar, la cual quedó levantada el 20 de noviembre. Seguidamente, se recontó el total del depósito, para lo cual los cuatro claveros españoles habían previsto un plazo de un año, trabajando ellos solos en dos turnos diarios de siete horas; sin embargo, el recuento, que comenzó el 5 de diciembre, terminó el 24 de enero de 1937, pese a haberlo efectuado con el máximo esmero. Se abrieron 15.571 sacos, encontrando en su interior 16 clases distintas de monedas de oro: libras esterlinas (el 70%), pesetas españolas, luises y francos franceses, marcos alemanes, francos belgas, liras italianas, escudos portugueses, rublos rusos, coronas austriacas, florines holandeses, francos suizos, pesos mexicanos, pesos argentinos, pesos chilenos y, por supuesto, una extraordinaria cantidad de dólares estadounidenses. El depósito completo ascendía a 509,287.183 kilogramos de monedas y 792.346 kilogramos de oro en lingotes y recortes: un total, pues, de exactamente 510'079,529.30 gramos de oro bruto, que a una ley media de 900 milésimas equivalía a 460.568.245,59 gramos de oro fino (unas 14.807.363,8 onzas troy). El valor de este oro era de 1.592.851.910 pesetas-oro (518 millones de dólares). Aparte de ello, el valor numismático de las monedas era muy superior al del oro que contenían, aunque los soviéticos no lo calcularon ni tuvieron en cuenta. Sin embargo, sí pusieron extraordinario cuidado en enumerar las monedas que eran falsas, defectuosas o que contenían menos oro del debido. Los soviéticos jamás explicaron qué hicieron
con las monedas raras y antiguas, aunque es dudoso que las fundieran. Burnett Bolloten plantea que es posible que se apartaran todas las monedas de valor numismático con la idea de venderlas gradualmente en el mercado internacional.
Martín Almagro Gorbea estima el valor del oro de Moscú en un mínimo metálico de 12.200 millones de euros (según la cotización del oro en marzo de 2010, 824 euros la onza) y considera posible que su valor numismático excederá de los 20.000 millones.
Terminada la contabilización, el 5 de febrero de 1937 el embajador español y los responsables soviéticos G. F. Grinkó, comisario de Hacienda, y N. N. Krestinski, su adjunto para asuntos exteriores, firmaron el acta de recepción definitiva del depósito de oro español, un documento en francés y en ruso. El párrafo 2, sección 4 de este documento estipulaba que el Gobierno español quedaba libre de reexportar o disponer del oro, y el último punto incluía una cláusula conforme a la cual los soviéticos se desentendían de cualquier responsabilidad sobre el depósito según lo fuesen empleando las autoridades republicanas. Dicha cláusula establecía que «en el caso que el Gobierno de la República ordenase la exportación del oro recibido en depósito por la URSS, o bien en caso que dispusiera del mismo de otra manera, la responsabilidad asumida en el presente acta por el Comisariado del Pueblo para las Finanzas será reducida automáticamente, en todo o en parte en proporción a las disposiciones del Gobierno de la República española». Quedaba claro, pues, que se trataba de un depósito que la República Española podía emplear libremente, exportándolo o enajenándolo, con lo que las autoridades soviéticas no asumían ninguna responsabilidad por el destino de este oro. Cabe señalar que la URSS otorgaba la titularidad del depósito al Estado español republicano, y no al Banco de España, su verdadero propietario.
Cuando el 15 de enero de 1937 el periódico de la CNT Solidaridad Obrera denunció la «descabellada idea de enviar las reservas de oro al extranjero», la agencia gubernamental Cosmos publicó una nota oficiosa (20 de enero), afirmando que la reserva aún se encontraba en España. Poco tiempo después, las querellas entre las organizaciones anarquistas y del POUM con el gobierno de socialistas y comunistas se manifestaron en los violentos enfrentamientos de mayo de 1937, que finalizaron con la derrota anarquista.

### Las personas implicadas
En los meses siguientes, varios de los soviéticos implicados en el asunto del oro español tuvieron un final dramático. Stashevski murió ejecutado por el NKVD en 1937 y el embajador soviético Rosemberg siguió ese mismo destino en 1938; Orlov, temiendo ser el siguiente, huyó ese mismo año a los EE. UU. al recibir un telegrama de Stalin donde se le ordenaba volver a la URSS. Los Comisarios del Pueblo de la Hacienda Soviética, Grinkó, Krestinski, Margoulis y Kagán, fueron ejecutados el 15 de marzo de 1938 o fueron víctimas de desaparición forzada por distintos modos, tras ser acusados de pertenecer al «bloque trotskista-derechista» antisoviético. Grinkó en particular fue acusado de hacer «esfuerzos por socavar el poder financiero de la URSS».
Los cuatro funcionarios españoles enviados para supervisar la operación fueron retenidos por Stalin hasta octubre de 1938 y solo entonces se les permitió salir para lugares dispersos del extranjero: Estocolmo, Buenos Aires, Washington y México, respectivamente. Con respecto al embajador español, Marcelino Pascua, fue trasladado a París.

### Uso del depósito
En el Archivo Histórico del Banco de España se conservan los documentos del llamado «dossier Negrín», entre los que se encuentran los registros contables e informaciones sobre las cuentas de la operación y que fueron entregadas por su hijo, Rómulo Negrín al gobierno de Franco el 18 de diciembre de 1956. Esta documentación ha permitido a los investigadores reconstruir lo que ocurrió tras la recepción de las reservas españolas en Moscú, cuando los soviéticos fundieron las monedas, transformándolas en barras de baja aleación de oro (cobrando un precio exorbitante por hacerlo) y aprovisionando, a cambio, las cuentas bancarias de la Hacienda de la República en el extranjero.
Negrín firmó 19 órdenes de venta consecutivas entre el 19 de febrero de 1937 y el 28 de abril de 1938, dirigidas a los sucesivos comisarios del Pueblo para las Finanzas: G. F. Grinkó (hasta mayo del 37), V. Ya. Chubar (hasta septiembre del 37) y A. G. Zvérev (hasta el final de la guerra). En ellas, el valor de la onza de oro troy, al curso del día de la orden de venta en el mercado de Londres, era convertido en libras esterlinas, dólares o francos franceses según el cambio de la City. Según Martín-Aceña, en 1937 se vendieron 415 toneladas brutas (374 de oro fino), entre enero y abril de 1938 otras 58 (52), y, de las restantes, 35 (31) fueron separadas del depósito original para constituir un segundo depósito que garantizaba un crédito de 70 millones de dólares. Así, en agosto de 1938 restaban 2 toneladas. La República obtuvo de las ventas de oro un total de 469,8 millones de dólares, 131,6 de los cuales quedaron en la URSS para saldar diversas compras y gastos. Los rusos se quedaron un 2,1% en concepto de comisiones y corretajes, y otro 1,2% en concepto de transporte, depósito, fundición y refino: en total, menos de un 3,3%, unos 14,5 millones de dólares. El 72% restante, 338,5 millones, fueron transferidos a la Banque Commerciale pour L'Europe du Nord, o Eurobank, de París, la organización financiera soviética en Francia, propiedad del Gosbank, el banco nacional de la Unión Soviética. Desde París, los agentes del Tesoro y diplomáticos pagaron las compras de armas y materiales adquiridos en Bruselas, Praga, Varsovia, Nueva York y México, entre otros lugares.
Con el oro español depositado en Moscú, los soviéticos mudaron el carácter de su ayuda y reclamaron inmediatamente al Gobierno republicano el pago de los primeros envíos, que aparentemente habían llegado como un regalo para combatir al fascismo internacional. Stashevski reclamó a Negrín 51 millones de dólares de deuda acumulada y los gastos de transporte del oro de Cartagena a Moscú. En la zona sublevada, las ayudas alemana e italiana tampoco fueron desinteresadas y tuvieron que ser pagadas, si bien alemanes e italianos permitieron que Franco fuese satisfaciendo la deuda una vez acabada la guerra. Autores como Guillermo Cabanellas, Francisco Olaya Morales o Ángel Viñas critican la actuación y comportamiento de los soviéticos:

La Unión Soviética ofrece su ayuda a los republicanos, pero exige que el pago sea efectivo. Se desploma así todo idealismo. Rusia ha puesto su mirada de buitre en las reservas acumuladas en los sótanos del Banco de España (...) Rusia realiza un contrato mercantil en que una de las partes fijaba a otra condiciones leoninas. La Unión Soviética enviaba, abonándosele a un alto precio, material que, en definitiva, serviría a los rusos para probar su eficacia.

Los historiadores que han accedido al Archivo y al «dossier Negrín» creen que se puede afirmar que los soviéticos no abusaron de su posición ni estafaron a los españoles en las transacciones financieras, pero que tampoco hicieron concesión alguna; en palabras de María Ángeles Pons: «nada obtuvo gratis la República de sus amigos rusos» pues se encuentran registrados todo tipo de gastos y servicios facturados al gobierno. Sin embargo, autores como Gerald Howson sostienen la existencia de una estafa soviética en la gestión del depósito en Moscú, en la idea de que Stalin habría hinchado el precio del material de guerra vendido manipulando los cambios de rublos a dólares y de dólares a pesetas, cargando los tipos de cambio internacionales hasta un treinta y un cuarenta por ciento. En todo caso, Negrín ni estudió ni custodió los comprobantes de las compra de material militar para asegurarse de que fuese el necesario, y no el que los consejeros soviéticos consideraban oportuno, para asegurar su correcta distribución en el frente y para asegurar su calidad y precio.
También se habla del poder omnímodo que ejercieron entonces los comunistas, aprovechando la presión que podía ejercer la Unión Soviética con el control del oro. Según José Giral, a pesar de tener pagadas todas las compras de armamento, la Unión Soviética no enviaba ningún material si el gobierno de la República «no accedía antes a que fueran entregados a los comunistas importantes puestos militares y policíacos».
Ángel Viñas llegó a la conclusión de que el depósito de oro se agotó menos de un año antes del final de la Guerra Civil, gastándose íntegramente en pagos de armamento (incluyendo los costes de la operación). Autores como Martín-Aceña u Olaya Morales critican los modelos hipotéticos de Viñas, que en su opinión carecen de pruebas que los validen al cien por cien, resultando por el momento imposible afirmar si fue así. Si, efectivamente, el depósito de oro fue íntegramente vendido a los soviéticos, queda no obstante sin responder la cuestión del gasto de todas las divisas generadas por la venta del oro y transferidas a la Banque Commerciale de l'Europe du Nord de París, ya que no se ha encontrado ningún documento, soviético o español, referente a tales operaciones. Martín-Aceña concluye que «la investigación del oro no se ha cerrado del todo». En cualquier caso, agotado el oro, el escaso crédito de la Hacienda republicana se esfumó.

### Los otros envíos
Además de las reservas de oro del Banco de España, a lo largo de la guerra civil española afluyó a Moscú una cantidad indeterminada de metales preciosos de origen desconocido y procedente supuestamente de las incautaciones de la Caja General de Reparaciones, en una serie de envíos posteriores.
Están documentados el caso del mercante español Andutz Mendi, de 3.800 Tm. de desplazamiento, que atracó en Estambul el 14 de febrero de 1937 con un cargamento de cajas de oro. Su destino era Odesa, al igual que el del vapor Latymer, que en noviembre de 1938 declaró a las autoridades griegas una carga de «plomo argentífero». Igualmente, se sabe que el comunista austríaco Sigmund Rot hizo varios transportes de monedas de oro entre España y Praga, con destino Moscú; según la que sería dirigente de la resistencia francesa Dominique Desanti, el barco Cap Pinede desembarcó en Port Vendres un cargamento de oro y joyas que fue agregado en secreto a un convoy ferroviario de armamento defectuoso que se devolvía a la URSS; el comunista Domingo Hungría se llevó del tesoro acumulado en el Castillo de Figueras dos camiones cargados de oro y joyas, el comunista Villasantes, un camión cargado con maletas llenas de joyas, y un comandante del Batallón Especial de Líster, otros cuatro. Se desconoce que ocurrió con estos cargamentos y las divisas que pudiera generar su venta a la URSS. A finales de 1939, en la Banque Commerciale de l'Europe du Nord existían un total de 1.896 millones de francos a nombre de colegas, familiares y agentes del presidente Negrín.
Está por aclarar el destino de numerosas partidas de bienes y productos: los 2500 millones de francos entregados al PCF para la creación de France Navigation, la liquidación de compañías y cuentas bancarias, saldos pendientes del gobierno republicano, y deudas del soviético con diversas compañías españolas. Así por ejemplo, el gobierno soviético adeudaba a la Campsa-Gentibus 1,5 millones de dólares, 800.000 libras, 4 millones de francos, y 41 millones de pesetas, además de los envíos no contabilizados. La CEA y la Mid-Atlantic ingresaron en los bancos soviéticos de París y Londres un total aproximado de 75 millones de francos, 25,5 millones de libras y 36 millones de dólares de los que nunca más se supo. A este conjunto de flujo financiero en favor de los soviéticos habría que añadir el valor de la incautación por parte del gobierno de Stalin de 9 barcos españoles fletados por un valor aproximado de 8 millones de dólares.

### Consecuencias para la peseta republicana

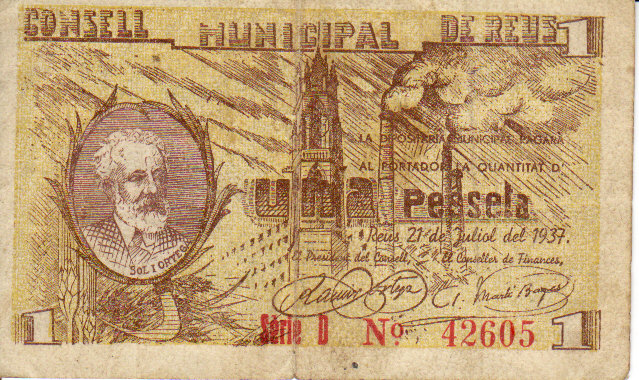
Billete de 1 peseta emitido por el Consejo Municipal de Reus en el verano de 1937.

La salida de las reservas de oro del Banco de España hacia Moscú ha sido señalada como uno de los desencadenantes de la crisis monetaria que sufrió la España republicana en 1937. Aunque el oro y los billetes fueron en la práctica un excelente medio de financiación, supusieron en cambio un duro golpe para la moneda acuñada e impresa. La credibilidad financiera del Gobierno quedaba en entredicho ante las afirmaciones de los sublevados sobre la salida del oro y el público en general desconfiaba. El decreto del Ministerio de Hacienda del 3 de octubre de 1936, que exigía a los españoles que entregasen a las autoridades de la República todo el oro amonedado o en pasta que poseyesen, hizo cundir la alarma entre la población que aún conservaba oro e incluso entre quienes temían una veloz depreciación de la moneda. Pese a que en enero de 1937 el gobierno desmintiese que se había depositado dicho oro confiscado en el extranjero (vide supra), tuvo que reconocer que efectuó pagos con él.
Sin una reserva de oro necesaria en esos años para respaldar una moneda en constante devaluación, con el comercio interno y externo prácticamente suprimido, y con una industria dedicada exclusivamente a la producción de guerra, se comenzaron a emitir cantidades crecientes de billetes sin ninguna cobertura metálica ni respaldo de otra clase, incrementando así el papel moneda circulante. Para el 30 de abril de 1938 se calculó la cifra de nuevos billetes en circulación en el área republicana en 12.754 millones de pesetas, un incremento de un 265,8% con respecto a los 3486 existentes el 17 de julio de 1936; por entonces circulaban en la zona sublevada 2650 millones, frente a los cerca de 2000 de julio del 36.
Todo ello creó una severa inflación en la zona republicana y el acaparamiento de metal precioso (oro y plata) por parte de la población, ante la acelerada depreciación de la peseta republicana. Mientras que en la zona sublevada los precios crecerían un 40%, en la zona leal se llegaron a multiplicar en un 1500%. Las monedas metálicas prácticamente desaparecieron y fueron sustituidas por piezas redondas de cartulina o papeles. La gran mayoría de la población civil se negaba a recibir como dinero unos billetes depreciados, con los cuales además poco podía comprarse por la subida de los precios. Los éxitos militares del bando sublevado agravaron el deterioro económico, pues la población de la zona republicana fue informada que, si triunfaban los rebeldes, aquellos billetes recién emitidos por la República perderían su valor, pues todos eran de series nuevas puestas en circulación después de julio de 1936 y por lo tanto no reconocidas como circulante por el régimen franquista. Desde mediados de 1938 hasta el fin de la guerra, la zona republicana subsistía mediante el trueque, al reparto gratuito de alimentos racionados, con las transacciones económicas prácticamente paralizadas para la gran mayoría que no disponía de divisas, restringidas solo a los extranjeros y a la élite gubernamental.
Ante el acaparamiento de moneda metálica, la República no supo —o no pudo— reaccionar, salvo imprimiendo moneda fraccionaria con éxito más bien discreto; fueron las corporaciones municipales y otras instituciones locales quienes cubrieron el vacío, favorecidas por la fragmentación del poder en el bando republicano, imprimiendo sus propios bonos provisionales, pero en muchos casos rechazando el de los municipios vecinos, lo cual agravó la crisis y el caos económico.
La propaganda del bando sublevado aprovechó la situación para clamar que tal inflación había sido causada artificial y premeditadamente. De este modo se lograba echar la culpa de los males al libre mercado y proponer como salvación la nacionalización de todos los precios, los cambios y la economía en general; en la zona republicana también se promovió la nacionalización de la economía como remedio a la inflación, lo que coincidía con los objetivos de la autoproclamada Hacienda Revolucionaria de la República. Un informe presentado al pleno del PCE de marzo de 1937 por José Díaz Ramos mostraba abiertamente la posición de ese partido: 

...hay que concentrar todas las energías, todo el rigor, contra los verdaderos enemigos, contra los grandes industriales contra los grandes comerciantes, contra los piratas de la banca, que naturalmente, dentro de nuestro territorio están ya liquidados en una gran parte, aunque quedan todavía algunos que hay que liquidar con rapidez, porque esos sí que son nuestros verdaderos enemigos y no los pequeños industriales y comerciantes.

En la comunidad internacional surgió la percepción de que la República atravesaba una situación revolucionaria anticapitalista, favorecida por el testimonio de financieros españoles, como el exministro de la Monarquía y activo colaborador del bando franquista Francesc Cambó, hombre de gran influencia en el mundo financiero. Lógicamente, al ver amenazados sus intereses y propiedades, el mundo financiero, tanto español como internacional se posicionó de modo inequívoco a favor de los sublevados (baste recordar el apoyo de Juan March, Henry Ford y Texas Oil Company al bando sublevado, o sus facilidades para obtener créditos), acelerando la caída de la cotización internacional de la peseta republicana.

## El oro de Moscú en la Guerra Fría

### División en el exilio
| Críticas de Largo Caballero a la gestión de Negrín: «¿Cuánto oro se entregó a Rusia? Nunca pudo saberse, porque el Sr. Negrín, sistemáticamente, se ha negado siempre a dar cuentas de su gestión. Después se ha sabido, por unas cuentas publicadas por el Banco de España en 30 de abril de 1938, que dicho Banco había entregado en custodia 1.592.851.906 millones [sic] en oro y 307.630.000 en plata. Aparte de esto, Hacienda se incautó de todo lo existente en cajas de seguridad de los Bancos oficiales y privados, cuyo valor se eleva, seguramente a muchos millones. ¿Todo esto más las alhajas que existían en el Palacio Nacional, en habitaciones reservadas, y las de muchos particulares, se han gastado en armas? ¿Al terminar la guerra qué oro quedaba en poder de Rusia? ¿Ha liquidado con el Gobierno llamado del Sr. Negrín? Esto no lo puede saber nadie más que él, pues (…) siempre se negó a dar cuenta de la situación económica. (...) El señor Negrín, sistemáticamente, se ha negado siempre a dar cuenta de su gestión, (…) de hecho, el Estado se ha convertido en monedero falso. ¿Será por esto y por otras cosas por lo que Negrín se niega a enterar a nadie de la situación económica? Desgraciado país, que se ve gobernado por quienes carecen de toda clase de escrúpulos (...) con una política insensata y criminal han llevado al pueblo español al desastre más grande que conoce la Historia de España. Todo el odio y el deseo de imponer castigo ejemplar para los responsables de tan gran derrota serán poco». — Francisco Largo Caballero, marzo de 1939. |

En los últimos meses de la Guerra Civil se produjo en la zona republicana una amarga división entre los partidarios de resistir a ultranza y enlazar la Guerra Civil con la inminente Segunda Guerra Mundial y quienes pretendían poner fin a la guerra mediante un acuerdo con los sublevados que creían evitaría males mayores. Negrín contaba con el único apoyo del PCE, en tanto que el resto de partidos, incluida la práctica totalidad del PSOE y la facción prietista de éste, que había apoyado inicialmente a Negrín, se oponían al presidente del Consejo de Ministros. Indalecio Prieto había roto públicamente con Negrín en agosto de 1937, tras su salida del Gobierno, en el que desempeñaba la cartera de Defensa Nacional; en la reunión del comité central del partido acusó violentamente a Negrín de haber cedido ante la presión comunista para expulsarle del gobierno, acusación que mantuvo hasta el fin de sus días. Ya desde otoño de 1938, el antagonismo entre socialistas y comunistas había provocado incluso enfrentamientos violentos.
Esta división culminó con el golpe de Estado del coronel Casado, en marzo de 1939, activamente apoyado desde el PSOE por besteiristas y caballeristas. El nuevo Consejo Nacional de Defensa expulsó a los comunistas y negrinistas del aparato estatal republicano, provocó la huida de Negrín de España y precipitó el fin de la Guerra Civil tras un último y estéril intento de negociar la paz con Franco, que solo aceptó la rendición incondicional. Acusado de ser una marioneta de los comunistas y de haber conducido a la República al desastre, el asunto del «Oro de Moscú» fue uno de los muchos argumentos utilizados por los exiliados republicanos contra Negrín en las polémicas que siguieron.
Tras el fin de la Guerra, el PSOE inició una lenta reconstrucción en el exilio. El partido se articuló en torno a la dirección ideológica de Indalecio Prieto desde su refugio en el México priista, donde habían excluido a los negrinistas del partido, y a la organizativa de Toulouse, en especial tras el fin de la Segunda Guerra Mundial. El PSOE en el exilio agrupó a los dirigentes de las tres tendencias en las que se había dividido el socialismo durante la contienda, lideradas por Besteiro, Prieto y Largo Caballero, que lograron superar sus enfrentamientos, con una clara orientación anticomunista y antinegrinista.
Entre los exiliados, en particular entre los disidentes del PCE, se venía afirmando desde el fin de la guerra que el oro, o al menos una parte de él, no fue convertido en divisas para adquirir armas para la República, criticando la opacidad de la gestión de Negrín, que retuvo la documentación y se negó a rendir cuentas al gobierno en el exilio. Se destacaron las críticas de uno los principales implicados, Francisco Largo Caballero, que, según Ángel Viñas, constituyen «uno de los mitos que han ennegrecido la figura de Negrín».
En enero de 1955, en el momento álgido del Macarthismo, el semanario estadounidense Time informó de las acusaciones de Indalecio Prieto y de una parte del exilio español en México hacía Juan Negrín por su «complicidad» con los soviéticos en el «asunto del oro». Esta circunstancia fue aprovechada por el gobierno franquista, a través de las embajadas en los EE. UU., Francia y el Reino Unido, para relanzar su enfrentamiento diplomático con la URSS y acusarla expresamente de utilizar el oro español en el mercado europeo, aunque el mismo semanario ponía en duda la capacidad para sustentar tales acusaciones. El gobierno franquista había sido informado ya en 1938 de que la reserva había sido agotada y convertida en divisas, pero persistía en reclamar de la URSS el reintegro del depósito de oro:

Oro español expoliado por los rojos y llevado a Rusia. Con fecha 8 de enero de 1955 se ha dirigido al Señor Ministro de Asuntos Exteriores, por Nota firmada a las Representaciones Diplomáticas en diversos países de Europa y Estados Unidos de América denunciando la expoliación llevada a cabo por los rojos y los pagos que, según informaciones de fuente autorizada, hacen los rusos con las reservas de oro del Banco de España.

Así, el 12 de enero el diario ABC publicaba un artículo sobre "La historia del robo del oro español".

### El expediente Negrín
A finales de 1956 Juan Negrín falleció en París, y su hijo Rómulo, siguiendo instrucciones de su padre, entregó el llamado «Dossier Negrín» al asesor jurídico del Ministerio de Exteriores, Antonio Melchor de las Heras, «para facilitar el ejercicio de las acciones que al Estado español puedan corresponder (...) para obtener la devolución del citado oro a España», según testimonio del cónsul adjunto en París, Enrique Pérez Hernández. Las negociaciones con el gobierno franquista habían sido iniciadas por el antiguo ministro de Justicia y amigo de Negrín, Mariano Ansó, a petición del propio Negrín, que consideraba que los documentos eran propiedad del Gobierno de España, independientemente de quien lo ejerciera. En un documento fechado el 14 de diciembre de 1956, redactado y firmado por Ansó y refrendado por el hijo de Negrín se expresaba «la honda preocupación [de Negrín] por los intereses de España frente a los de la URSS» y su temor ante «la indefensión a que reducía a España el hecho de verse privada de toda documentación justificativa de sus derechos, en un obligado balance de cuentas, procedente, acaso, de la más vasta e importante operación llevada a cabo entre dos países». Después de enumerar otros varios asuntos que «pesaron en el ánimo del señor Negrín», entre ellos la retención soviética de «importantes y numerosas unidades de la flota mercante española», según Ansó, Negrín estimaba que «en una ulterior liquidación de cuentas entre España y la URSS, su deber de español le obligaba a un apoyo incondicional del interés de la nación».
El expediente, una serie incompleta de documentos relacionados con el depósito y gestión del oro del Banco de España, fue enviado a Alberto Martín Artajo, ministro de Asuntos Exteriores, y remitido con un escueto oficio al subgobernador del Banco de España, Jesús Rodríguez Salmones, quien, sin inspeccionar los papeles, ordenó que se guardaran en las cajas fuertes de la institución. Aunque la transferencia fue realizada en la más estricta intimidad, ya que Negrín había condicionado la misma a que se guardara el más absoluto secreto, pronto la noticia fue de dominio público, lo que provocó apasionadas controversias. En su discurso institucional del Año Nuevo de 1957, Franco reconoció la crisis económica que sacudía el país, junto con la necesidad de emisión de moneda que había provocando un alza de precios, así como los problemas derivados de las huelgas y protestas sociales, duramente reprimidas. También, sorprendentemente, envió un mensaje a la URSS suavizando su tradicional discurso antisoviético, coincidiendo con la pérdida de poder de los círculos falangistas en favor de los tecnócratas. Ese mismo mes se envió una comisión a Moscú con el mandato oficial de tratar sobre la repatriación de españoles, que el Time consideró que debía también abrir negociaciones sobre el retorno del oro.
El exilio republicano contempló con extrañeza y asombro cómo se entregaba de buena gana a los franquistas una documentación que Negrín había negado al gobierno de la República en el exilio durante más de quince años. El hombre que había liderado la resistencia contra Franco reconocía ahora explícitamente su dictadura como la legítima representante de los intereses de España. El presidente del gobierno en el exilio, Félix Gordón Ordás, escribía el 8 de enero de 1957:

La decisión testamentaria de don Juan Negrín me ha causado estupor. Por más que pretendo inquirir los móviles de ella no encuentro ninguno satisfactorio. Solamente veo dos como probables: un anhelo patriótico o un deseo de venganza. En el primer caso habría sido un colosal error de apreciación, pues entregar dinero a Franco y sus cómplices es como arrojar agua al mar. En el segundo caso existiría tal fondo de ruindad que me parece incompatible con el concepto que yo tenía del ilustre desaparecido. pero en ambos supuestos, lo realizado por el doctor Negrín es una traición a la causa del pueblo español y de la República (...) Al obrar de manera tan censurable proclamó el doctor Negrín que consideraba legítimo a Franco...

En abril de 1957 Time informó de que Radio Moscú, así como Pravda, habían hecho pública la posición oficiosa del gobierno soviético, la cual, en palabras de Salvador de Madariaga, «cerraba el capítulo del Oro de Moscú con llave de acero». El Mundo Obrero del 15 de mayo del mismo año recogía una traducción del artículo, que firmaba un tal Observador:

Algunos periódicos extranjeros andan publicando artículos sobre el oro español depositado hace veinte años en la Unión Soviética, sin mencionar nunca todo el consumo de este oro que hizo el Gobierno republicano español, con lo que despistan a la opinión pública creando la impresión de que todavía quedan restos no utilizados de este oro. El peso y verificación del oro al ser transferido a las autoridades soviéticas, se hizo conjuntamente por representantes soviéticos y españoles. El Gobierno español estipuló que tendría la facultad para pagar pedidos hechos en el extranjero y para hacer transferencias de divisas por medio del Banco de Estado Soviético a cargo de las reservas oro depositadas en la Unión Soviética.

Según información recibida, el Gobierno español efectuó numerosos pagos para sus compras extranjeras y dio instrucciones para transferencias de divisas, que se ejecutaron por el Banco de la Unión Soviética. Según los datos de las autoridades soviéticas, el Gobierno español agotó el oro depositado en la Unión Soviética. Todas las órdenes del Gobierno republicano español venían correctamente firmadas conjuntamente por Francisco Largo Caballero, primer ministro republicano español, y Negrin, ministro de Hacienda. Más tarde, cuando Negrín pasó a ser primer ministro, firmaba como tal y como ministro de Hacienda. La última carta de Negrín, fecha 8 de abril de 1938, prueba que se ha agotado el oro. La carta pide en nombre del Consejo de Ministros de la República española, que se liquide todo el oro español que queda en la Unión Soviética. Así se hizo.

Hay que mencionar que, a requerimiento del Gobierno republicano español, el Gobierno soviético le concedió un crédito de 85 millones de dólares, del que sólo se pagaron 35. Queda pues en pie una deuda [al Gobierno soviético] de 50 millones de dólares. Negrín lo supo, puesto que firmaba todas las órdenes relativas al oro y créditos. No se utilizó suma alguna a cargo del oro depositado para el sostenimiento de los emigrantes y niños españoles que hallaron refugio en la Unión Soviética. Estos gastos se sufragaron por la Unión Soviética y sus organizaciones sociales, en particular los sindicatos.

La nota no aportaba prueba alguna y contradecía afirmaciones realizadas por destacados miembros del gobierno republicano. Así por ejemplo, Negrín había afirmado a José Giral en 1938 que aún quedaban en Moscú dos tercios del oro depositado. Asimismo, al no tratarse de un comunicado oficial, el gobierno soviético podría desdecirse de lo afirmado si fuese oportuno. Indalecio Prieto consideraba falsas las declaraciones de Pravda, enumeraba gastos de los fondos españoles en beneficio del Partido Comunista Francés y afirmaba:

El PSOE no podrá vanagloriarse de los resultados desdichadísimos que concluyó teniendo aquella aventura, pero en justicia no puede, como desea cierta propaganda, descargar toda la responsabilidad sobre los comunistas. Un ministro socialista pidió autorización para proceder libremente; el Gobierno, del que formábamos parte otros cinco socialistas, incluso quien lo presidía, se la concedió, y socialistas eran también los bancarios que dispusieron cuanto se les ordenó, tanto en España como en Rusia, así como los paisanos que convoyaron el cargamento entre Madrid y Cartagena.

Estamos en presencia de un colosal desfalco. Sea cualquiera mi opinión sobre Juan Negrín, le declaro incapaz de la macabra broma de disponer que al morir él —si así lo dispuso— se entregara a Franco un documento que nada positivo representaba (...) aunque todos esos gastos se hicieron con cargo al oro depositado en Rusia, es imposible la completa consunción de éste. Repito que se trata de un desfalco descomunal. A fin de exculparse, Rusia habrá falsificado cuantos documentos justificativos le sean menester, en la misma forma que falsificó tantos y tantos para fundamentar procesos monstruosos contra enemigos del bolchevismo y contra bolchevistas más o menos descarriados. Negrín, desde la tumba, no podrá negar autenticidad a firmas suyas, trazadas por expertos falsificadores.

De tal modo, el 10 de abril el diario ABC informaba de que "Pravda dice que ha desaparecido el oro español transportado a Rusia en 1937".
Ya en una fecha tardía como 1970, las autoridades franquistas censuraban un libro oficial, titulado El Banco de España. Una historia económica (Madrid, Banco de España). El motivo fue la inclusión en el mismo de unas afirmaciones del economista Juan Sardá que echaban por tierra el mito del «oro de Moscú» elaborado hasta entonces por la dictadura; el prestigioso profesor constató:

El tesoro español entregado a la URSS fue efectivamente gastado en su totalidad por el Gobierno de la República durante la guerra.

## Historiografía y mito
Pablo Martín-Aceña, Francisco Olaya Morales y Ángel Viñas han sido los tres investigadores españoles más destacados sobre el tema, siendo este último el primero en acceder a la documentación del Banco de España. A nivel internacional, Gerald Howson y Daniel Kowalsky han tenido acceso directo a los documentos de los archivos de la Unión Soviética abiertos a los investigadores durante la década de 1990, centrándose sus investigaciones en las relaciones entre la Unión Soviética y la República, y los envíos de material militar.
Aunque la decisión de utilizar las reservas de oro no ha suscitado gran debate ni interés entre los historiadores, su destino de las reservas sigue siendo motivo de controversia. Autores como Viñas, Ricardo Miralles o Enrique Moradiellos defienden la gestión política de Negrín, tanto al frente del Ministerio de Hacienda, como de la presidencia del Consejo de Ministros (Viñas lo considera «el gran estadista republicano durante la Guerra Civil») y estiman que el envío del oro a la URSS tenía una racionalidad política, económica y operativa aceptada por el gobierno republicano en pleno. Habría sido, según estos, la única opción viable ante el avance de los sublevados y la no-intervención de las democracias occidentales, posibilitando la supervivencia de la República en un contexto internacional adverso. Para estos autores, sin la venta de las reservas, no habría habido posibilidad alguna de resistencia militar. Por su parte, Martín-Aceña estima que el envío del oro fue un error que le costó a la República su capacidad de financiación: la URSS era un país geográficamente lejano, de burocracia opaca y funcionamiento financiero ajeno a las normas y garantías internacionales, de modo que lo lógico hubiera sido enviar el oro a países democráticos como Francia o los Estados Unidos, países donde sería más sencillo controlar el manejo de las reservas y constatar el adecuado uso del oro en cuanto a los pagos por gastos de armamento. Con respecto a Olaya Morales, anarquista y exiliado durante el franquismo, en todas sus obras califica la gestión de Negrín de criminal y niega los argumentos y teorías de Ángel Viñas, considerando el asunto del Oro un gigantesco fraude y uno de los factores más importantes de la derrota republicana.
Autores como Fernando García de Cortázar, Pío Moa o Alberto Reig Tapia han definido el episodio español del oro de Moscú como mítico, incidiendo en la instrumentalización del episodio para justificar la desastrosa situación de la España de la posguerra. Ángel Viñas se centra especialmente en la presunta falsedad de un mito que considera «franquista», en tanto que Pío Moa y Olaya Morales le reprochan que, precisamente, las mayores censuras contra la gestión de Juan Negrín no procedieron del franquismo, sino de los propios republicanos, en especial de antiguos correligionarios de Negrín como los socialistas Francisco Largo Caballero o Indalecio Prieto.
En 1994 María Dolors Genovés, directora de programas especiales de TV3, realizó un valioso documental titulado L'Or de Moscou, para esta cadena televisiva autonómica.
En 2014 la Fundación Negrín abrió sus archivos a la investigación, con la pretensión de defender la actuación del ministro y jefe de gobierno.